# La Libre Esthétique

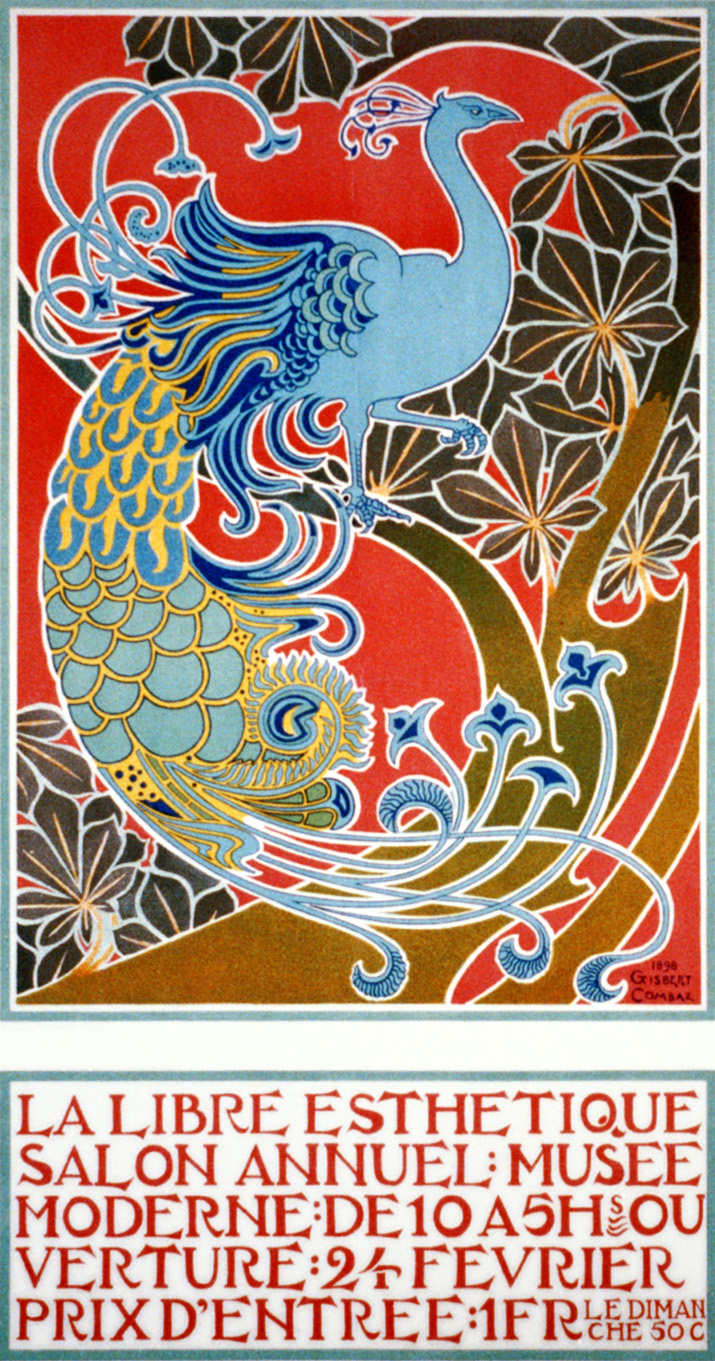
La Libre Esthétique, Jahresausstellung, Ausstellungsplakat, 1898

La Libre Esthétique war eine belgische avantgardistische Kunstvereinigung, die im Oktober 1893 gegründet wurde und die Nachfolge der nach internen Streitigkeiten aufgelösten Gruppe Les XX antrat. Beide Gruppen wurden von Octave Maus ins Leben gerufen, der auch der Initiator von Les XX und Herausgeber der Zeitschrift L’Art moderne war. Diese Zeitschrift diente weiterhin als Sprachrohr der neuen Vereinigung.

## Geschichte

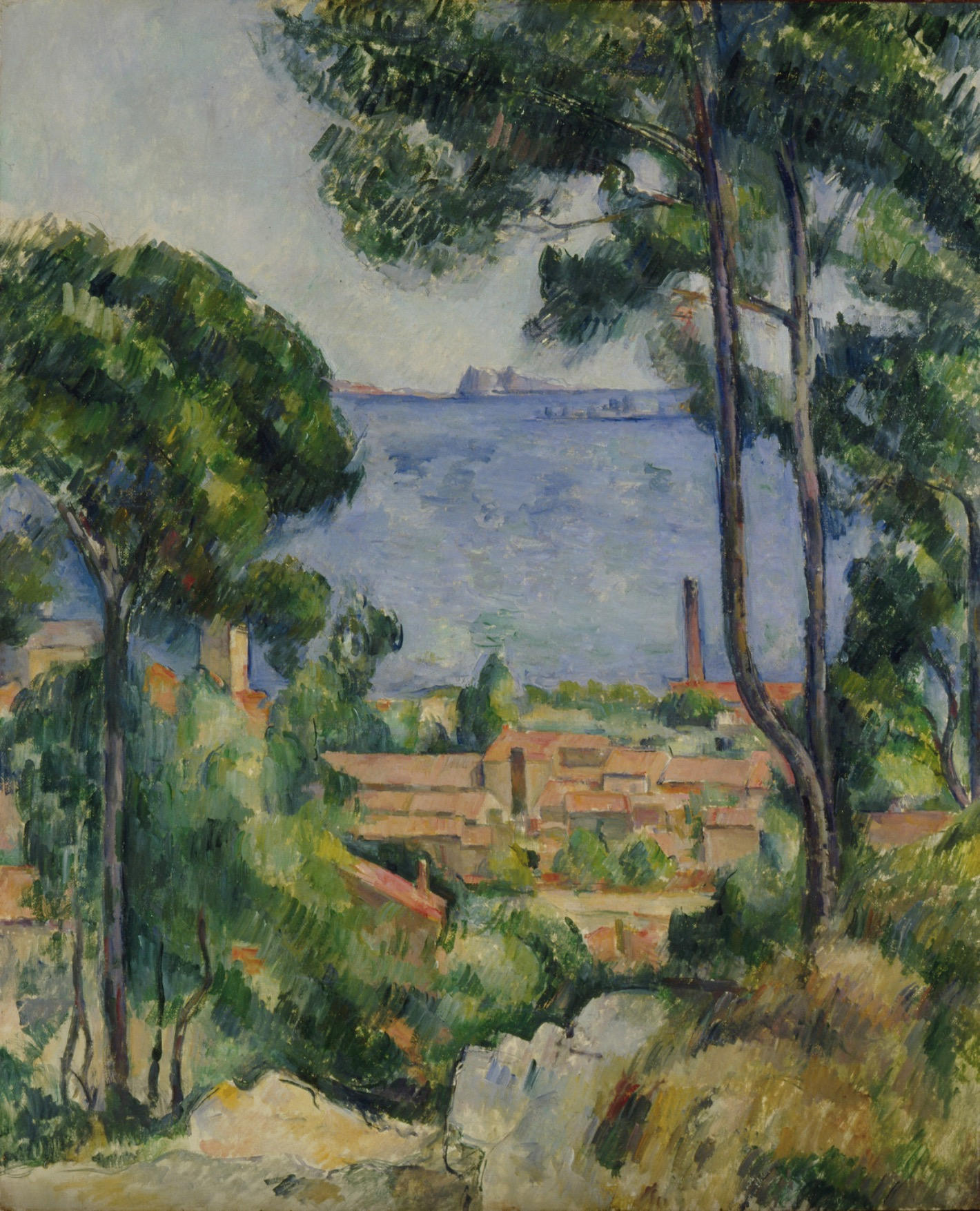
Paul Cezanne: Vue sur l'Estaque et le château d'If, 1883–85. In den Ausstellungen 1904 und 1913

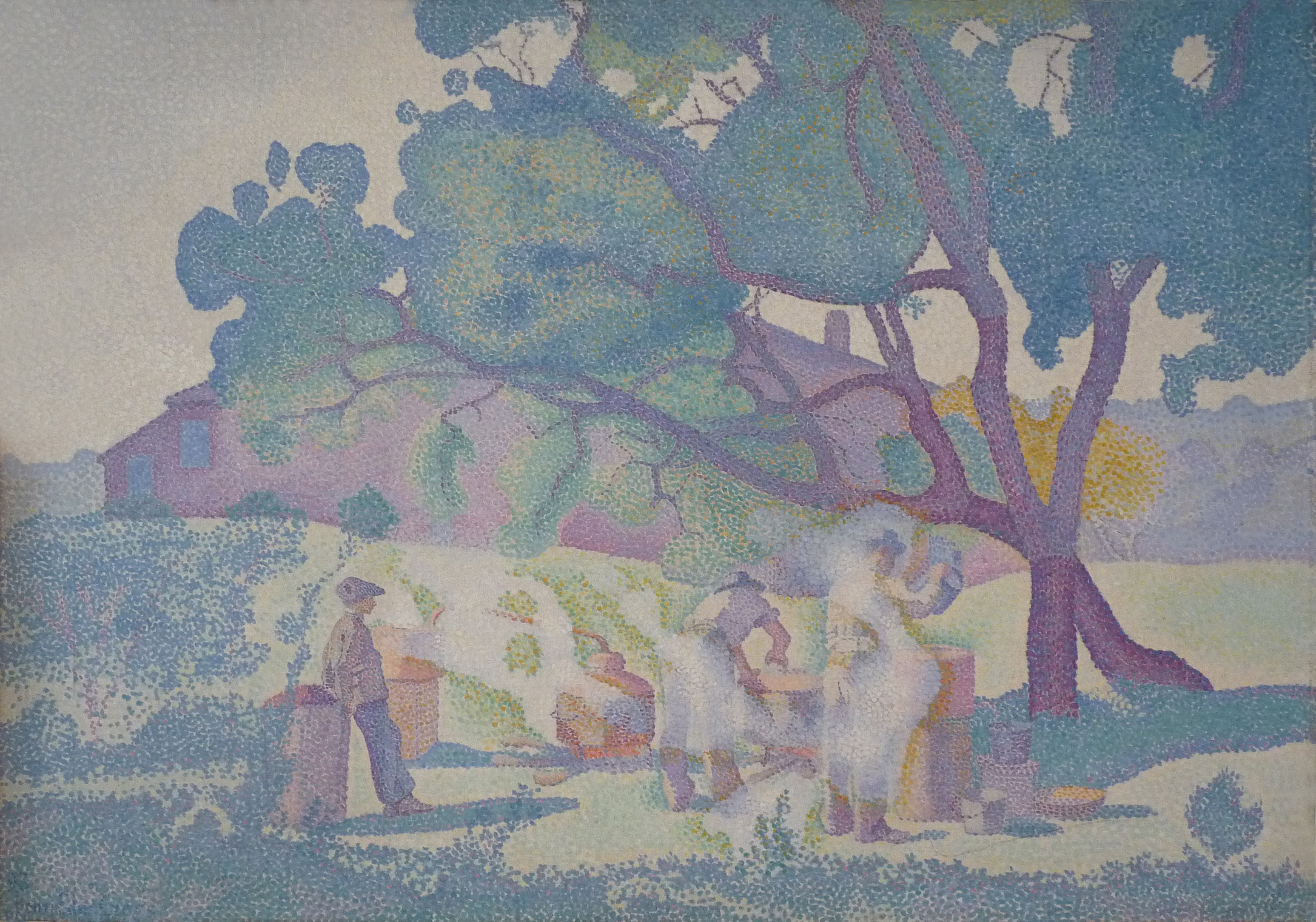
Henri-Edmond Cross: La Ferme, matin, 1893. In der Ausstellung 1895

Ziel von La Libre Esthétique war es, ein neues Kunstzentrum in Belgien zu schaffen. Erreicht wurde dies durch die Organisation von jährlich stattfindenden großen Ausstellungen, die von einem umfangreichen Katalog – jeweils mit ausführlichen Einführungen von Octave Maus – begleitet wurden, sowie durch die Organisation von Vorträgen und Konzerten. Besonders hervorzuheben ist die Internationalisierung der zeitgenössischen Ästhetik, die Veranschaulichung ihrer Variationen auf europäischer Ebene und die Suche nach den Unterschieden, um eine kritische Beurteilung ihrer Entwicklung zu ermöglichen.
Um Rivalitäten zu vermeiden, wurden Künstler nicht in das Organisationskomitee aufgenommen. Das 1893 gegründete Komitee bestand aus 100 Mitgliedern, deren Zahl bei Bedarf erhöht werden konnte. Octave Maus, Schriftsteller, Anwalt, Kunstliebhaber, Journalist und Kunstkritiker, der zuvor zehn Jahre lang die Organisation der Salons der Groupe des XX geleitet hatte, übernahm auch hier die Leitung der Ausstellungen. Eugène Ysaÿe, Professor am Königlichen Konservatorium in Brüssel, leitete die Konzerte, während Léon de Lantsheere, Rechtsanwalt am Berufungsgericht in Brüssel, für die Vorträge verantwortlich war. Victor Bernier, Abteilungsleiter im Landwirtschaftsministerium, fungierte als Schatzmeister.
Die erste Ausstellung von La Libre Esthétique fand am 14. Februar 1894 statt. Die letzte fand 1914 statt, dem Jahr, in dem Belgien in den Ersten Weltkrieg eintrat. Pläne, den Salon nach dem Krieg fortzusetzen, konnten aufgrund des Todes von Octave Maus im Jahr 1919 nicht verwirklicht werden. Die Ausstellungen umfassten alle künstlerischen Disziplinen und wurden durch Konzerte zeitgenössischer Komponisten wie der Brüder Eugène und Théo Ysaÿe ergänzt. Bei der ersten Ausstellung 1894 fand ein Festival zu Ehren von Claude Debussy statt und Henry van de Velde hielt einen Vortrag mit dem Titel L’art futur.

## Jährliche Ausstellungen (1894–1914)

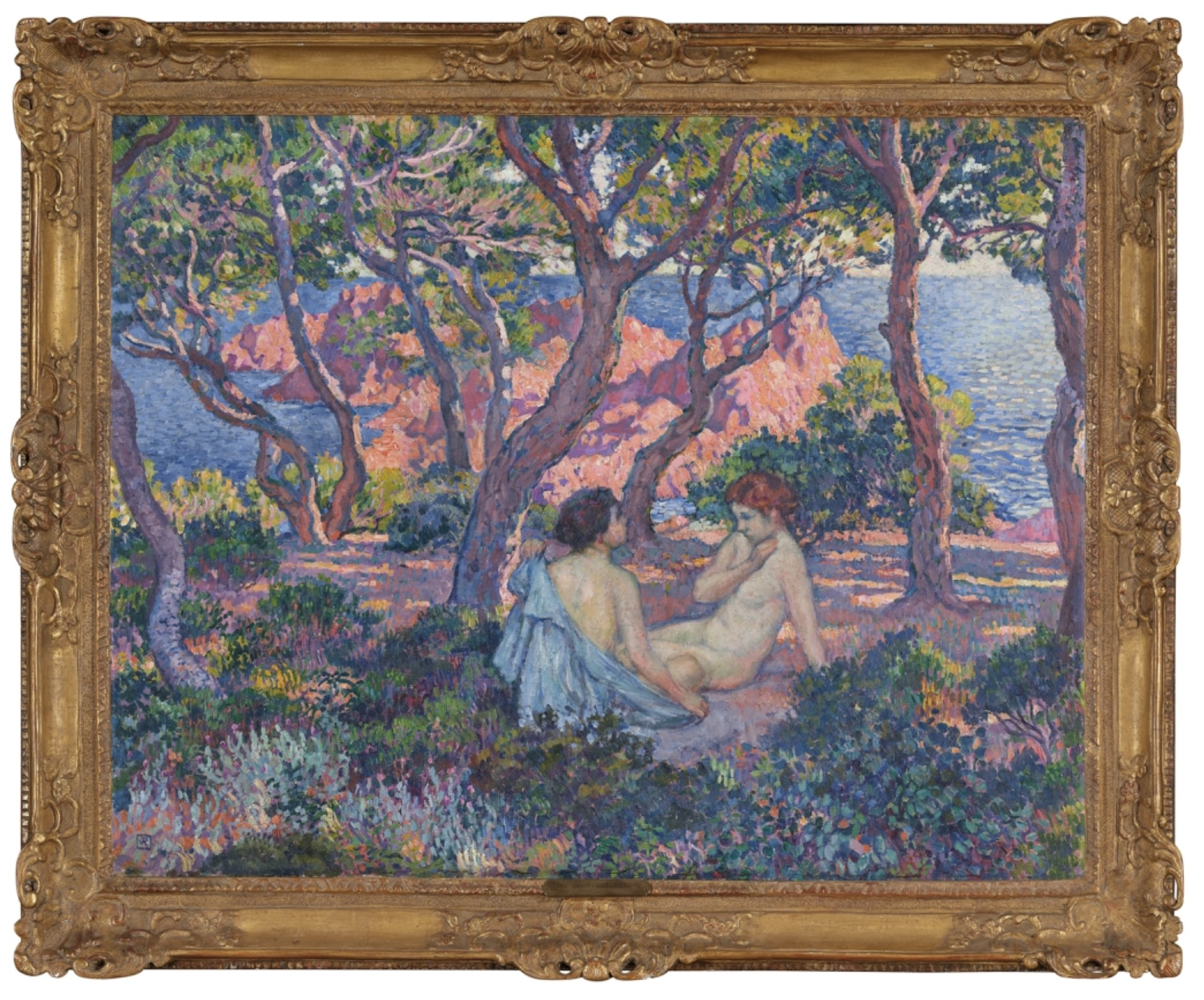
Théo van Rysselberghe: Sous les pins (Agay), 1905

Die erste Ausstellung fand vom 17. Februar bis 15. März 1894 statt, an der auch nicht-belgische Künstler teilnahmen: Aubrey Beardsley, Eugène Carrière, Pierre Puvis de Chavannes, Henri-Edmond Cross, William Degouve de Nuncques, Maurice Denis, James Ensor, Paul Gauguin, Henri-Gabriel Ibels, Fernand Khnopff, Berthe Morisot, William Morris, Camille Pissarro, Paul-Elie Ranson, Odilon Redon, Auguste Renoir, Théo van Rysselberghe, Jan Toorop, Henri de Toulouse-Lautrec, Guillaume Vogels und George Frederic Watts.
Später stellten hier auch aus: Paul Cézanne, Eugène Laermans, Émile Claus, Gisbert Combaz, Alfred Sisley.
Paul Gauguin, der zur Eröffnung des Salons nach Brüssel gereist war, stellte fünf Bilder aus, von denen er eines 1887 auf Martinique und die anderen während seiner Reise nach Tahiti von 1891 bis 1893 gemalt hatte.
Camille Claudel stellte hier zum ersten Mal ihre Petite Châtelaine aus, für die sie gute Kritiken erhielt. Sie stellte auch La Valse aus, ein originelles Bronzewerk einer Künstlerin, deren Name laut der Zeitschrift L'Art moderne bereits berühmt war.
Auch deutsche Künstler stellten ihre Werke in La Libre Esthétique aus: Johann Georg Dreydorff, Emil Nolde, Ludwig von Hofmann, Curt Herrmann (alle 12. Ausstellung 1905); Felix Borchardt (13. Ausstellung 1906); Alice Trübner, Wilhelm Trübner (14. Ausstellung 1907); Otto Bauriedl (18. Ausstellung 1911); Max Clarenbach, Willy Kukuk, Walter Ophey, Alfred Sohn-Rethel, Sophie Wolff (alle in der 19. Ausstellung 1912).